# Giro d’Italia 1963
Der 46. Giro d’Italia wurde in 21 Abschnitten und 4058 Kilometern vom 19. Mai bis zum 9. Juni 1963 ausgetragen und vom Italiener Franco Balmamion gewonnen. Von den 120 gestarteten Fahrern erreichten 86 das Ziel in Mailand.

## Verlauf
| Etappe | von                 | nach                | km       | Gewinner          | Maglia rosa      |
| ------ | ------------------- | ------------------- | -------- | ----------------- | ---------------- |
| 1      | Neapel              | Potenza             | 182      | Vittorio Adorni   | Vittorio Adorni  |
| 2      | Potenza             | Bari                | 185      | Pierino Baffi     | Vittorio Adorni  |
| 3      | Bari                | Campobasso          | 252      | Jaime Alomar      | Vittorio Adorni  |
| 4      | Campobasso          | Pescara             | 213      | Guido Carlesi     | Diego Ronchini   |
| 5      | Pescara             | Viterbo             | 263      | Mino Bariviera    | Diego Ronchini   |
| 6      | Bolsena             | Arezzo              | 192      | Mino Bariviera    | Diego Ronchini   |
| 7      | Arezzo              | Riolo Terme         | 173      | Nino Defilippis   | Diego Ronchini   |
| 8      | Riolo Terme         | Salsomaggiore Terme | 203      | Adriano Durante   | Diego Ronchini   |
| 9      | Salsomaggiore Terme | La Spezia           | 173      | Giorgio Zancanaro | Diego Ronchini   |
| 10     | La Spezia           | Asti                | 225      | Vito Taccone      | Diego Ronchini   |
| 11     | Asti                | Oropa               | 130      | Vito Taccone      | Diego Ronchini   |
| 12     | Biella              | Leukerbad (SUI)     | 214      | Vito Taccone      | Franco Balmamion |
| 13     | Sierre (SUI)        | Saint-Vincent       | 152      | Vito Taccone      | Franco Balmamion |
| 14     | Saint-Vincent       | Cremona             | 260      | Marino Vigna      | Franco Balmamion |
| 15     | Mantua              | Treviso             | 155      | Franco Magnani    | Franco Balmamion |
| 16     | Treviso             | Treviso             | 56 (EZF) | Vittorio Adorni   | Diego Ronchini   |
| 17     | Treviso             | Gorizia             | 213      | Mino Bariviera    | Diego Ronchini   |
| 18     | Gorizia             | Belluno             | 248      | Arnaldo Pambianco | Vittorio Adorni  |
| 19     | Belluno             | Moena               | 198      | Vito Taccone      | Franco Balmamion |
| 20     | Moena               | Lumezzane           | 240      | Guido Carlesi     | Franco Balmamion |
| 21     | Brescia             | Mailand             | 136      | Antonio Bailetti  | Franco Balmamion |

## Endstände
| Sieger      | Franco Balmamion    | 116:50:16 h |
| Zweiter     | Vittorio Adorni     | + 2:24 min  |
| Dritter     | Giorgio Zancanaro   | + 3:15 min  |
| Vierter     | Guido De Rosso      | + 6:34 min  |
| Fünfter     | Diego Ronchini      | + 10:11 min |
| Sechster    | Vito Taccone        | + 11:50 min |
| Siebter     | Imerio Massignan    | + 16:52 min |
| Achter      | Guido Carlesi       | + 17:08 min |
| Neunter     | Graziano Battistini | + 23:38 min |
| Zehnter     | Carlo Brugnami      | + 25:36 min |
| Bergwertung | Vito Taccone        |             |
| Zweiter     | Giorgio Zancanaro   |             |
| Dritter     | Franco Bitossi      |             |
| Teamwertung | Carpano             |             |